# Ulises Castillo
Pour les articles homonymes, voir Castillo.
Ulises Castillo (né le 5 mars 1992 à Los Mochis) est un coureur cycliste mexicain.

## Biographie
En septembre 2020, il participe aux championnats du monde d'Imola, où il est membre de l'échappée du jour.

## Palmarès sur route

### Par années
- 2012
  - 4e étape du Tour du Jura
- 2014
  - 1re et 5e étapes du Tour du Michoacán
- 2015
  - Tour de Murrieta :
    - Classement général
    - 1re étape (contre-la-montre)

  - 2e du Tour du Michoacán
- 2016
  - Classement général du Tour de Murrieta
  - 4e étape de la Redlands Bicycle Classic
  - 1re et 2e étapes de la Sea Otter Classic
  - 3e du Tulsa Tough
  - 5e du championnat panaméricain sur route
- 2017
  - 3e du Grand Prix cycliste de Saguenay
- 2018
  - 2e du championnat du Mexique sur route
  - 2e du Tour de Xingtai
  - 3e du Tulsa Tough
- 2019
  - Winston-Salem Cycling Classic
  - 2e étape de la San Dimas Stage Race
  - Classement général du Tour de White Rock
  - El Tour de Tucson
  - 2e de la San Dimas Stage Race
  - 2e de la Crystal Cup
  - 2e du championnat du Mexique sur route
- 2020
  -  Champion du Mexique sur route
  - Grand Prix de Potosí :
    - Classement général
    - 1re étape (contre-la-montre)

  - 2e du championnat du Mexique du contre-la-montre
- 2021
  - 2e du Tour de Mevlana
- 2023
  - Clásica Amando Zacapu
- 2024
  - Clásica Orizabita
  - Salt Lake Criterium
  - 2e du championnat du Mexique du contre-la-montre
  - 3e du championnat du Mexique sur route
- 2025
  - Vuelta a Orozco :
    - Classement général
    - 1re étape (contre-la-montre)

### Classements mondiaux
| Année            | 2016 | 2017 | 2018 |
| ---------------- | ---- | ---- | ---- |
| UCI America Tour | 43e  | 158e | 249e |
| UCI Asia Tour    |      | 291e | 129e |

## Palmarès sur piste
- 2018
  - 2e du championnat du Mexique d'omnium
- 2020
  -  Champion du Mexique de poursuite par équipes (avec Ricardo Carreòn, Edibaldo Maldonado et Tomás Aguirre)
  -  Champion du Mexique de course aux points
  -  Champion du Mexique d'omnium
  -  Champion du Mexique de l'américaine (avec Ignacio Prado)
  -  Champion du Mexique de course par élimination
- 2023
  -  Champion du Mexique de poursuite par équipes (avec Fernando Nava, René Corella et Edibaldo Maldonado)
  - 2e du championnat du Mexique de course aux points
  - 2e du championnat du Mexique de l'américaine